# Болница Ротшилд (Париз)
Болница Ротшилд (фр. Hôpital Rothschild)   једна је од многобројних јавних здравствених установа Париза у систему Assistance publique - Hôpitaux de Paris.  У почетку свог постојања јеврејска болница у источном Паризу, а од 2010. године ова установа се специјализовала за геријатрију, физикалну медицину и рехабилитацију, као и за различите гране стоматологије (посебно за пародонтологију) и хирургију кохлеарних имплантата. Пружа услуге болничке и кућне неге и лечења , истраживања и обучавања.

## Положај
Болница Болница Ротшилд се налази  на адреси  5, rue Santerre et 33, boulevard de Picpus  у  12. арондисману Париза.

## Историја
Средином 19. века James Mayer de Rothschild основао је болницу у улици  76 rue de Picpus која је укључивала и хоспициј за старије особе, Болница је отворена 25. маја 1852. године и као је у почетку била намењена само за лечење и примање јеврејских пацијената,  названа је Израелска болница. У почетку се састојао од болнице и дома пензионера и све до седамдесетим годинама, установа је примала болеснике и сиромахе по вери, Израелаце из париског конзисторијалног округа. Подржана искључиво донацијама богатих Израелца, обва установа је имала близу 50 кревета када је отворена, а затим 112 кревета 1872. Убрзо је Израелска болница постала премален за смештај болесника без додатних средстава за живот и бесплатно лечење
На иницијативу барона Edmond James de Rothschild-а, болница је добила додатна средства за изградњу нове зграде у улици (Rue Picpus)  Стару зграду је у потпуности реконструисао архитекта Lucien Bechmann  (1880-1968)  између 1912. и 1914. године.
Новосаграђена болница Ротшилд у улици Сантер, отворила је своја врата за пацијенте у предвечерје Великог рата 1914. године, недалеко од некадашње болнице, која је претворена у дом за старе.
Током Првог светског рата, проглашена је војном помоћном болницом и примала је рањенике са фронта и цивилне жртве, без обзира на њихово верско порекло. Дана 15. јуна 1918. године болница је погођена у бомбардовању немачких ваздухопловних снага. По завршетку Првог светског рата 1919. болница је обновљена и враћена Ротшилдовима и стављена у функцију

Током немачке окупације Француске у Другом светском рату болница је стављена је под контролу нацистичких окупаторских снага и коришћена је као притворни центар.  Болница су тада грађани Париза звали "мишоловка": 
Јеврејске жене које су се породиле у болници морале би да се региструју и предају своју децу Гестапу одмах по рођењу. Уз помоћ медицинског особља у болници организована је мрежа покрета отпора, па су многа деца проглашена мртворођенима да би се спречило њихово одузимање од стране  нациста
  По завршетку Другог светског рата 1945. године болница се вратила својој намени, као болнице за јеврејске пацијенте.

### Промена власништва и обнова болнице
Породица Ротшилд, на чијем челу је био барон Guy de Rothschild почетком 1950-тих, након четрдесет година приватног управљања и финансирања болнице, схватила да је болница постала  превише гломазна да  њом управљају, као и да је дошло време да се мора у целости реновирати и реконструисати, што је захтевало велика материјална улагања. За овај проблем Ротшилдови налазе решење, и 1. јануара 1954. године донирају болницу париском јавном болничком систему (Assistance publique) за симболичну цену од   једног франка.
Од тада, зграда болнице је модификована неколико пута, а старији објекти замењивани су модернијим зградама. Између 2009. и 2011. дограђене су нове зграде којима се може приступити са главног улаза у улице Сантере. Специјалност болнице је такође преименована и она је постала специјална болница за геронтологију и рехабилитацију. 
Након бројних реновирања, болница је у 1998. години имала 308 кревета, да би тај број нарастао на 369 у 1996. години.

## Организација
Болница Ротшилд је Универзитетски болнички центар  регије Ил де Франс.  У њој се поред збрињавања пацијената, одржава медицинска настава, обављају истраживање, и спроводи превенција, здравствено образовање и пружа хитна медицинска помоћи. Обухвата медицинске дисциплине из области, хирургије, акушерства и биологију и сваке године прими више од 6 милиона пацијената свих старосних група.
Кључне активности
Главне акативности болнице су:
- физикална медицина,
- неуролошка и ортопедска рехабилитација,
- геријатрија (медицинска, накнадна нега и рехабилитација и дугорочна нега)
- уградња кохлеарног имплантата
- стоматологија

Услуге
Болница нуди ове врсте здравствених услуга:
- збрињавање хитних случајева,
- консултације,
- хоспитализацију (дневну, краткорочну или дугорочну),
- негу и хоспитализацију геријатријских случајева у кућним условима,
- рехабилитацију.

- Ново здање болнице
- Улаз у ново здање болнице
- Старо здање болнице

Болница има 306 кревета, укључујући 40 за акутну геријатрију, 32 за дуготрајну негу (ЛТЦ) и 190 за накнадну негу и рехабилитацију (ССР), 11 места у дневној болници, 55 зубарских столица.
Болница у свом састави има и специјализовану геријатријску јединицу (центар) под називом „Ране и њихово зарастање”, која се бави негом старијих пацијената са сложеним ранама.
У болници ради 845 радника (512 немедицинске струке и 333 медицинске струке).